# Mordenite
La mordenite è un minerale, un silicato (tettosilicato) che appartiene al gruppo delle zeoliti.

## Storia ed etimologia
Il minerale fu scoperto, nella seconda metà del XIX secolo, tra le rocce basaltiche di una spiaggia presso Morden, da cui prende il nome, in Nuova Scozia (Canada).

## Abito cristallino
Si presenta in druse di cristalli aciculari, ciuffetti di cristalli, aggregati fibroso-raggiati, spesso è associata con altre zeoliti. La natrolite è molto simile alla mordenite; esse sono indistinguibili, utilizzando metodi semplici.

## Origine e giacitura
Questo minerale si può trovare specialmente nelle cavità delle rocce vulcaniche molto ricche di silice ad esempio le rioliti e le andesiti in cui è associata ad epistilbite, ferrierite, analcime, heulandite, quarzo ed opale.

## Forma in cui si presenta in natura
Druse di cristalli prismatici molto sottili striati o in masse di cristalli aghiformi o in masse cotonose o in masse compatte simil-porcellana.

## Località di ritrovamento
- In Italia: Valle Zuccanti, monte Varolo (Recoaro), zona del Tretto (provincia di Vicenza); Val Duron, Drio le Pale, Val Giumela in Val di Fassa (provincia di Trento); Monte Moladri presso Monastir, Pula (provincia di Cagliari); Montresta (provincia di Nuoro);[1] Alpe di Siusi (provincia autonoma di Bolzano);[4]
- Resto del mondo: Rock Creek nello stato di Washington (Stati Uniti); Pune nel distretto di Mumbai City (India); Coromandel, penisola di Auckland (Nuova Zelanda).[1], in Islanda nei fiordi dell’est e dell’ovest.[5]

## Usi
Minerale d’interesse scientifico e collezionistico.